# قباع
قباع، أصل الكلمة: هو مكيال ذو قعر وجاء اسمه من قبعت الجواليق إذا أثنيت أطرافه إلى الداخل أو الخارج. وهو مكيال إسلامي استعمل في الكيل أثناء العصور الإسلامية.

## المصدر
1. ↑  كتاب حقيقة الدينار والدرهم والصاع والمد لأبي العباس أحمد العزفي السبتي